# Cécile Renault
Pour les articles homonymes, voir Cécile Renault (astrophysicienne) et Renault (homonymie).
 (mars 2017).
Cécile-Aimée Renault (1774-1794) est une jeune femme royaliste guillotinée sous la Terreur. Accusée d'avoir voulu assassiner Robespierre, elle fut exécutée avec les membres de sa famille le 29 prairial an II (17 juin 1794).

## Biographie
Fille d'un maître cartier papetier de Paris, Antoine Renault, et de Claude-Elisabeth Rousseau (†1777), Aimée Cécile Renault, née à Paris en 1774, vit sous le toit familial et n'a pas d'activité professionnelle, son père lui donnant de temps à autre un peu d'argent de poche. Son instruction est sommaire et, si elle sait un peu lire, elle ne sait pas écrire ou du moins, son procès-verbal d'interrogatoire par la police a été signé d'une croix. Très surveillée par son père et sa tante, qui remplace sa mère décédée, elle ne sort seule que pour des courses rapides dans l'île de la Cité (le domicile familial, rue de la Lanterne se trouvant alors à l'emplacement du Marché aux Fleurs). D'après les témoignages des voisins et riverains, on peut reconstituer son emploi du temps entre le moment où elle quitte la maison paternelle avec un paquet contenant « un déshabillé et ses festons » destiné à sa couturière, et celui où elle se retrouve entre les mains de la police, dont des membres du comité de sûreté générale, qui l'interroge, puis la place au secret, sans avocat jusqu'au procès expéditif pour tentative d'assassinat sur Robespierre.

## Accusation de tentative d'assassinat

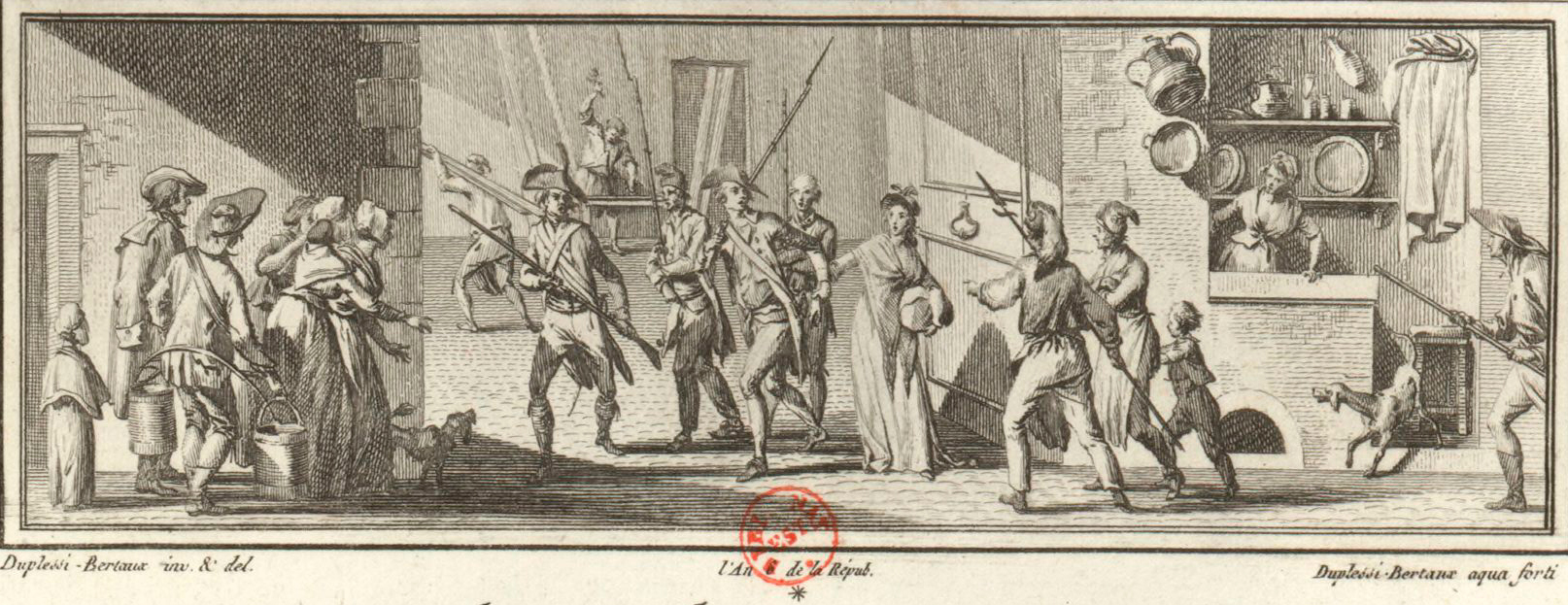
Cécile Renault arrêtée devant le domicile de Robespierre
(détail d'une estampe, Paris, BnF, département des estampes et de la photographie).

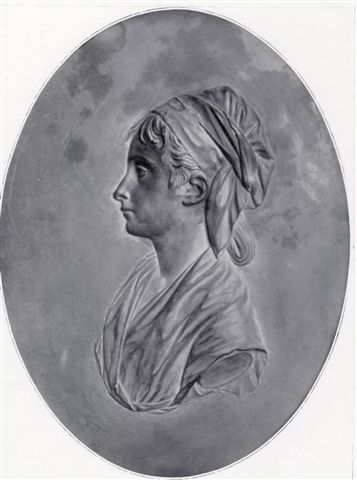
Cécile Renault au Tribunal révolutionnaire, médaillon d'après un dessin par Pajou fils.

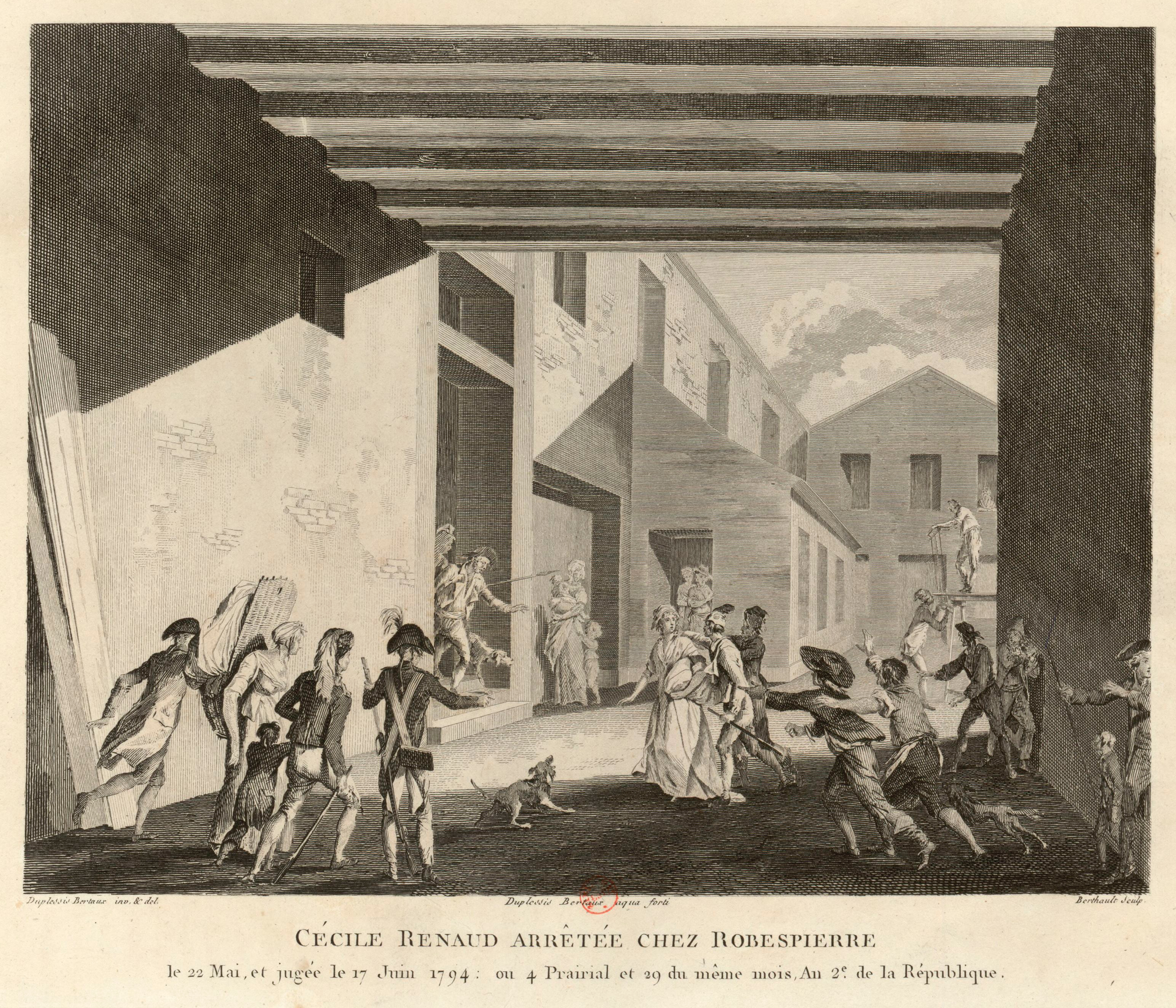
Cécile Renault arrêtée devant le domicile de Robespierre
(Paris, BnF).

Le 22 mai 1794, elle quitte son logis avec son déshabillé enveloppé. Il est, de l'avis des témoins qui la voient partir, un peu plus de 17 h 30. Elle se dirige chez la couturière qui demeure dans l'île Saint-Louis (rue des Deux-Ponts, no 25), c'est-à-dire une direction opposée à celle de la rue Saint-Honoré, domicile de Robespierre. Cécile atteint la rue des Deux-Ponts où elle fait l'emplette d'un petit miroir chez la citoyenne Julle, une commerçante sur cette rue puis, un peu avant 18 h, elle disparaît. À partir de ce moment, on ne peut que s'en remettre aux suppositions des membres du comité de sûreté générale qui ont essayé d'établir que Cécile Renault a prémédité un projet meurtrier et qu'elle a été arrêtée à 21 h, dans la cour de Robespierre (témoignage du citoyen Châtelet, un des témoins du comité de sûreté générale et du Tribunal révolutionnaire) : c'est sur ce témoignage, renforcé par celui de deux autres personnes, qu'est validée la tentative d'assassinat par Cécile Renault.
Dans la nuit du 4 au 5 prairial an II (24 mai 1794), le Comité de sûreté générale l'interroge. Il lui est demandé si elle connaît Catherine Théot et Christophe Antoine Gerle, ce à quoi elle répond n'entretenir aucun rapport avec ces « fanatiques ». Aux dires du citoyen Monnel, elle « n'a rien d'exalté dans son regard, mais de la résignation. Elle semble surprise, pourtant, de ce qui lui arrive. J'eus compassion d'elle car je ne pus douter un moment qu'elle ne fût la victime d'un crime imaginaire ». Elle donne alors des aveux selon lesquels elle se serait rendue chez Robespierre pour, aurait-elle déclaré, « voir comment était fait un tyran. »
L'une des techniques utilisées pour essayer de faire parler, sans succès, la jeune fille fut de l'humilier en remplaçant ses habits (jugés trop élégants pour son rang) par des haillons. Cette méthode infantilisante est déjà citée par Rousseau comme un moyen de punir les enfants bien avant la Révolution.
Avec son père Antoine, son frère Antoine-Jacques et sa tante Edmée Jeanne, religieuse, eux-mêmes arrêtés et placés au secret, Cécile Renault est jugée et exécutée le 17 juin 1794 recouverte de la chemise rouge (mesure appliquée aux assassins et non aux parricides, contrairement à une idée reçue), dans une fournée comportant au total 54 condamnés à mort,. Par souci de « probité révolutionnaire », le Tribunal révolutionnaire procède à un amalgame en jugeant et condamnant simultanément la famille Renault et Henri Admirat, auteur d'une tentative d'assassinat sur Jean-Marie Collot d'Herbois, ainsi que des agioteurs, financiers et policiers accusés de complaisances.

### Sources primaires
- Bonnemain, les Chemises rouges, Mémoires pour servir à l'Histoire du règne des anarchistes, Paris, l'an VII, tome II.
- Alexandre Tuetey, Répertoire général des sources manuscrites de l'Histoire de Paris pendant la Révolution, Paris, 1895, Volume XI.